# Wild Mood Swings
Wild Mood Swings es el décimo álbum de estudio de la banda británica de rock alternativo The Cure. Fue lanzado al mercado en 1996 y el segundo en seguir una serie de álbumes editados cada cuatro años iniciada con su anterior Wish en 1992. 

## Antecedentes

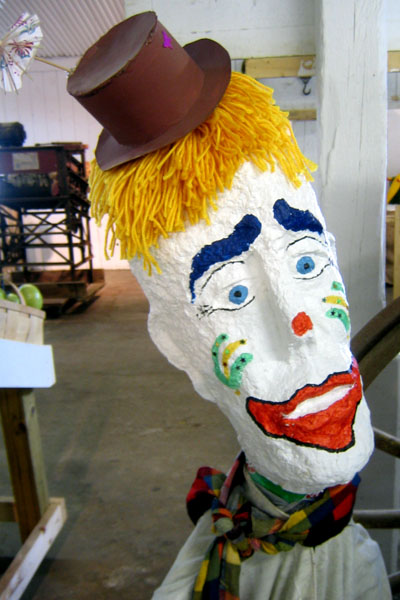
Los juguetes rotos fueron los iconos que se usaron para representar el concepto de los sencillos del disco. En la imagen, un payaso de cartón similar al que ilustra la portada de Wild Mood Swings.

Tras el éxito de Wish, The Cure aparentaba estar al borde de la separación definitiva.[cita requerida] La salida de Porl Thompson y Boris Williams de la formación, y el retiro de Simon Gallup por problemas de salud, había reducido la alineación a dos miembros, Robert Smith y Perry Bamonte. A pesar de todo, la banda consiguió mantenerse a flote el tiempo necesario para que Simon se recuperara y para convencer a Roger O'Donnell que volviera con The Cure.[cita requerida]
Wild Mood Swings fue el primer álbum con el nuevo baterista, Jason Cooper. No obstante, Cooper no grabó todas las baterías del disco, ya que durante las sesiones de grabación se hicieron audiciones de diversos bateristas, y finalmente se conservó el material de varios de ellos, los cuales aparecieron acreditados en la funda del álbum.[cita requerida]

## Concepción
El disco combinó temas de corte oscuro como el canto fúnebre «Want» con sencillos de corte mariachi como «The 13th» y otros de corte comercial como «Mint Car».
Uno de los temas menores del álbum es la falsedad e hipocresía del modo de vida excesivo de la escena «club» de mediados de los años 1990. Esto se refleja en temas como «Club America» y «Want».

## Recepción

### Crítica
Este álbum estuvo mal considerado entre algunos de los fanes de The Cure, especialmente los más cercanos al movimiento siniestro, y también por algunos críticos especializados. La crítica y el público lo valoró, en general, como uno de los peores de la banda.[cita requerida]

### Posiciones y certificaciones
| Año  | Lista | Posición | Certificación |
| ---- | ----- | -------- | ------------- |
| 1996 | UK    | 9        | —             |
| 1996 | USA   | 12       | Disco de Oro  |
| 1996 | AUS   | 5        | —             |
| 1996 | AUT   | 12       | —             |
| 1996 | FRA   | 27       | —             |
| 1996 | NLD   | 37       | —             |
| 1996 | NZ    | 10       | —             |
| 1996 | NOR   | 13       | —             |
| 1996 | SUE   | 2        | —             |
| 1996 | SUI   | 9        | —             |

## Listado de canciones
- Todas las canciones fueron escritas por Robert Smith.

| N.º | Título                  | Duración |  |
| 1.  | «Want»                  | 5:06     |  |
| 2.  | «Club América»          | 5:01     |  |
| 3.  | «This Is a Lie»         | 4:29     |  |
| 4.  | «The 13th»              | 4:08     |  |
| 5.  | «Strange Attraction»    | 4:19     |  |
| 6.  | «Mint Car»              | 3:32     |  |
| 7.  | «Jupiter Crash»         | 4:15     |  |
| 8.  | «Round & Round & Round» | 2:39     |  |
| 9.  | «Gone!»                 | 4:31     |  |
| 10. | «Numb»                  | 4:49     |  |
| 11. | «Return»                | 3:28     |  |
| 12. | «Trap»                  | 3:37     |  |
| 13. | «Treasure»              | 3:45     |  |
| 14. | «Bare»                  | 7:57     |  |

Temas extra
«It Used to Be Me» – 6:50 (Sólo en la edición japonesa. Apareció en el resto del mundo como lado B del sencillo «The 13th»).

## Créditos
| The Cure - Robert Smith - (Líder) Guitarra, Voz, Bajo - Simon Gallup - Bajo - Perry Bamonte - Guitarra, Bajo - Jason Cooper - Batería, Percusión - Roger O'Donnell - Teclado Músicos adicionales - Ronald Austin – Batería, Percusión En "This is a Lie" - Louis Pavlou – Batería, Percusión En "Club América" - Mark Price – Batería, Percusión En "Mint Car", "Trap" y "Treasure" - Jesús Alemany - trompeta - John Barclay - trompeta - Mister Chandrashekhar - violín - Steve Dawson - trompeta - Sue Dench - viola - Richard Edwards - trombón - Sid Gauld - trompeta - Will Gregory - saxofón - Leo Payne - violín - Audrey Riley - violonchelo - Steve Sidwell - trompeta - Chris Tombling - violín | Producción - Productores - Steve Lyon, Robert Smith - Ingenieros de Sonido - Steve Lyon - Mezclador - Paul Corkett - Asistentes de mezclado - Spike Drake, Paul Q. Kolderie, Tom Lord-Alge, Steve Lyons, Alan Moulder, Tim Palmer, Mark Saunders, Adrian Maxwell Sherwood, Sean Slade, Robert Smith - Mastering - Ian Cooper - Arreglistas - Ronald Austin, Sid Gauld, Will Gregory, Audrey Riley, Robert Smith - Dirección artística - Andy Vella y The Cure |